# Schraubach
Der Schraubach ist ein rechter Nebenfluss der Landquart im Prättigau im Schweizer Kanton Graubünden. Er entsteht durch den Zusammenfluss der im Rätikon entspringenden Quellbäche Grossbach und Wissbach auf etwa 912 m ü. M. bei Schuders. Der Schraubach, der nun in westliche Richtung verläuft, durchfliesst das Schraubachtobel, wo er das stärkste Gefälle passiert. Er mündet nach 5,6 Kilometern (mit Grossbach 12,8 km) bei Schiers in die Landquart.
In Schiers, das früher mehrfach von Murgängen heimgesucht wurde, wird der Schraubach nicht mehr wie einst durch Sperranlagen gezähmt, sondern über mehrere Kaskaden geführt und so in seiner Fliessgeschwindigkeit geschwächt. Vor der  Verbauung wurde der Bach für Holztransporte genutzt. Das Holz wurde unter anderem für die Papierfabrik in Landquart gebraucht.
Dem Schraubach folgt ein 8,5 km langer Wanderweg, der nach der Schneeschmelze im Mai öffnet und in ca. 3,5 Stunden nach Schiers führt.